# Theodor Dengler

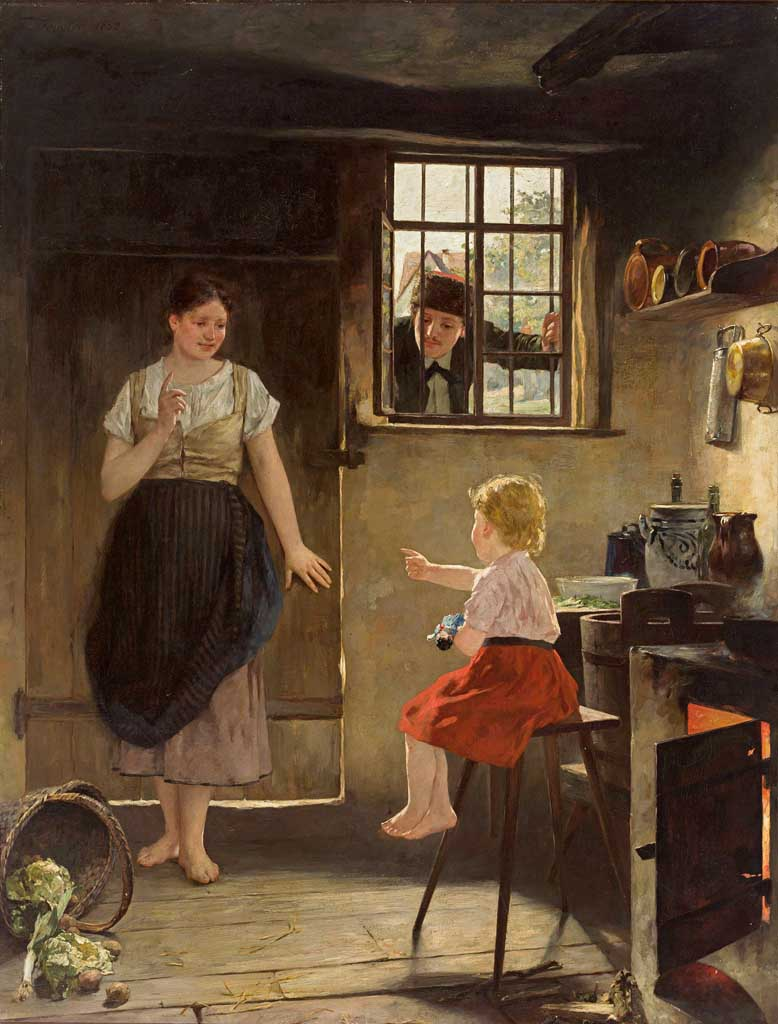
Genreszene

Theodor Dengler (* 20. Juli 1867 in Karlsruhe; † 20. Juli 1902 in Erfurt) war ein deutscher Genre- und Porträtmaler sowie Kunstpädagoge.
Theodor Dengler studierte von 1883 bis 1885 an der Kunstgewerbeschule Karlsruhe und ab 1885 an der Großherzoglich Badischen Kunstschule Karlsruhe in der Naturklasse bei Ernst Schurth, dann als Meisterschüler bei Ferdinand Keller. Ab 1898 unterrichtete Dengler an der Berliner Handwerkerschule und von 1899 bis zum Tod an der Staatlich-Städtischen Handwerker- und Kunstgewerbeschule Erfurt. Theodor Dengler starb im Alter von 35 Jahren.